# ビー・ザ・ワン (デュア・リパの曲)
「ビー・ザ・ワン」 (Be the One）は、イギリスの歌手デュア・リパの曲。2015年10月30日にシングルがリリースされた。

## 概要
リパの2作目のシングル。彼女にとって初のチャートイン作品であり、ヨーロッパやオセアニアを中心に世界的ヒット作となった。

## 収録曲

### 音楽配信
1. Be the One [3:22]

### リミックス
1. Be The One (Shy Luv Remix) [3:28]
2. Be The One (Dillistone Remix) [3:47]
3. Be The One (Paul Woolford Remix) [6:21]
4. Be The One (Take A Daytrip Remix) [4:08]
5. Be The One (Ten Ven Remix) [5:24]
6. Be The One (With You Remix) [5:45]

### CDシングル
1. Be the One[10] [3:22]
2. Last Dance[10] [3:49]

### EP
1. Be the One [3:22][11]
2. New Love [3:58][11]
3. Last Dance [3:49][11]
4. Be The One (With You Remix) [5:45][11]

## リリース
| 国     | 日付           | フォーマット           |
| ------ | -------------- | ---------------------- |
| 全世界 | 2015年10月30日 | 音楽配信               |
| 全世界 | 2016年1月19日  | 音楽配信（リミックス） |
| ドイツ | 2016年2月19日  | CDシングル             |
| ドイツ | 2016年3月11日  | 音楽配信（EP）         |